# Pinus monophylla
 Pinus monophylla és una espècie de conífera de la família Pinaceae nadiua del sud-oest dels Estats Units i nord-oest de Mèxic. Produeix pinyons comestibles.

## Distribució i ecologia
La distribució d'aquest pi va del sud d'Idaho, oest de Utah, Arizona, sud-oest de Nou Mèxic, Nevada, est i sud de Califòrnia i nord de Baixa Califòrnia. Apareix en altituds moderades des d'uns 1.200 m a 2.300 m però pot baixar fins a 950 m i pujar a 2.900 m. Està molt estès i sovint molt abundant a la seva regió sovint es barreja amb espècies de ginebre en la comunitat de plantes Arbredes de ginebre- Pinyon (Pinyon-juniper woodland).

## Característiques
Aquest pi té la característica de ser l'única espècie de pi del món amb les fulles en fascicles habitualment d'una sola fulla acicular en lloc de fascicles de dos, tres o més fulles com és freqüent en altres pins. És un pi de mida mitjana petita amb alçades de 10 a 20 m. Les pinyes són relativament grosses i els pinyons d'un a 16 mm de llargada són usats com a menjar, de la mateixa manera que es mengen els de pi pinyoner de la Conca del Mediterrani.

## Subespècies
- Pinus monophylla subsp. monophylla.
- Pinus monophylla subsp. californiarum (D. K. Bailey) Zavarin.
- Pinus monophylla subsp. fallax (E. L. Little) Zavarin.

Està molt relacionat am el Pinyon de Colorada amb el qual s'hibrida.

## Usos
La fusta i els seus pinyons comestibles han tingut gran importància històrica, econòmica i cultural pels amerindis. De vegades es té com a planta ornamental, però és difícil de trobar en els vivers, ja que germina amb dificultat.
És un dels tres arbres oficials de l'estat de Nevada. El seu descobriment per part occidental s'atribueix a l'explorador John C. Frémont.